# Bhutan na Letnich Igrzyskach Olimpijskich 2020
Bhutan na Letnich Igrzyskach Olimpijskich 2020 – występ kadry sportowców reprezentujących Bhutan na igrzyskach olimpijskich, które odbyły się w Tokio w Japonii, w dniach 23 lipca – 8 sierpnia 2021 roku.
Reprezentacja Bhutanu liczyła czterech zawodników – dwie kobiety i dwóch mężczyzn, którzy wystąpili w 4 dyscyplinach.
Był to dziesiąty start Bhutanu na letnich igrzyskach olimpijskich.

## Reprezentanci

### Judo
| Zawodnik        | Konkurencja     | 1/16                    | 1/8              | Ćwierćfinały     | Półfinały        | Repasaż 1        | Repasaż 2        | Repasaż 3        | Finał            | Pozycja |
| Zawodnik        | Konkurencja     | Przeciwnik Wynik        | Przeciwnik Wynik | Przeciwnik Wynik | Przeciwnik Wynik | Przeciwnik Wynik | Przeciwnik Wynik | Przeciwnik Wynik | Przeciwnik Wynik | Pozycja |
| --------------- | --------------- | ----------------------- | ---------------- | ---------------- | ---------------- | ---------------- | ---------------- | ---------------- | ---------------- | ------- |
| Ngawang Namgyel | -60 kg mężczyzn | Mihraç Akkuş IPP 0s1:10 | NQ               | NQ               | NQ               | NQ               | NQ               | NQ               | NQ               | 17-32.  |

### Łucznictwo
| Zawodnik | Konkurencja          | Runda rankingowa | Runda rankingowa | 1/32                 | 1/16             | 1/8              | Ćwierćfinały     | Półfinały        | Finał            | Pozycja |
| Zawodnik | Konkurencja          | Wynik            | Pozycja          | Przeciwnik Wynik     | Przeciwnik Wynik | Przeciwnik Wynik | Przeciwnik Wynik | Przeciwnik Wynik | Przeciwnik Wynik | Pozycja |
| -------- | -------------------- | ---------------- | ---------------- | -------------------- | ---------------- | ---------------- | ---------------- | ---------------- | ---------------- | ------- |
| Karma    | indywidualnie kobiet | 616              | 56.              | Deepika Kumari P 0-6 | NQ               | NQ               | NQ               | NQ               | NQ               | 33.-64. |

### Pływanie
| Zawodnik      | Konkurencja                 | Eliminacje | Eliminacje | Półfinał | Półfinał | Finał | Finał   | Pozycja |
| Zawodnik      | Konkurencja                 | Czas       | Miejsce    | Czas     | Miejsce  | Czas  | Miejsce | Pozycja |
| ------------- | --------------------------- | ---------- | ---------- | -------- | -------- | ----- | ------- | ------- |
| Sangay Tenzin | 100 m st. dowolnym mężczyzn | 57.57      | 5.         | NQ       | NQ       | NQ    | NQ      | 68.     |

### Strzelectwo
| Zawodnik       | Konkurencja                          | Kwalifikacje | Kwalifikacje | Finał | Finał   | Pozycja |
| Zawodnik       | Konkurencja                          | Wynik        | Pozycja      | Wynik | Pozycja | Pozycja |
| -------------- | ------------------------------------ | ------------ | ------------ | ----- | ------- | ------- |
| Lenchu Kunzang | karabin pneumatyczny, 10 m (kobiety) | 618.1        | 43.          | NQ    | NQ      | 43.     |